# Grenal
El Grenal es el término por el que se denomina popularmente al encuentro de fútbol brasileño entre los dos clubes con mayor importancia y popularidad del Estado de Río Grande del Sur: Grêmio e Internacional.
El primer encuentro entre ambos equipos fue disputado el 18 de julio de 1909 y finalizó con victoria de Grémio por 10 a 0, en el que aun constituye el mejor resultado de un equipo sobre el otro en la historia del clásico. 
Desde entonces, considerando el total de encuentros oficiales y amistosos, tanto locales como internacionales, se han enfrentado en 447 oportunidades con 165 triunfos para Internacional, 141 empates y 141 victorias de Grémio.
Por el Campeonato Gaúcho 2011, el Grenal se disputó en la ciudad uruguaya de Rivera, separada (o unida, ya que no existe ningún tipo de barrera al tránsito humano) con la ciudad gaúcha de Santana do Livramento.
Tanto Internacional como Grêmio son dos de los únicos seis clubes brasileños campeones del mundo. Internacional logró ser campeón del mundo frente al Fútbol Club Barcelona en el Mundial de Clubes 2006, mientras que Grêmio fue campeón de la Copa Intercontinental tras vencer al Hamburgo S.V en 1983.

## Estadísticas

### Historial estadístico
| Competición                  | PJ  | G.G | E   | G.I | Gol.G | Gol.I |
| ---------------------------- | --- | --- | --- | --- | ----- | ----- |
| Campeonato Citadino          | 102 | 39  | 19  | 44  | 198   | 205   |
| Campeonato Gaúcho            | 180 | 55  | 65  | 60  | 189   | 179   |
| Copa Sul                     | 2   | 0   | 1   | 1   | 1     | 3     |
| Copa Sul Brasileña           | 2   | 1   | 1   | 0   | 3     | 2     |
| Copa Sul-Minas               | 1   | 0   | 1   | 0   | 1     | 1     |
| Primeira Liga                | 1   | 0   | 1   | 0   | 0     | 0     |
| Campeonato Brasileño         | 73  | 24  | 23  | 26  | 68    | 67    |
| Copa de Brasil               | 2   | 0   | 2   | 0   | 2     | 2     |
| Seletiva para Libertadores   | 2   | 0   | 2   | 0   | 2     | 2     |
| Copa Libertadores            | 2   | 1   | 1   | 0   | 1     | 0     |
| Copa Sudamericana            | 4   | 1   | 2   | 1   | 5     | 6     |
| Torneos y partidos amistosos | 76  | 20  | 23  | 33  | 107   | 141   |
| Total                        | 447 | 141 | 141 | 165 | 577   | 608   |

### Historial y evolución del Grenal por década
Para las siguientes estadísticas se tienen en cuenta los partidos oficiales y amistosos entre ambos equipos.
| Década    | Victorias de Grêmio | Empates | Victorias de Internacional | Diferencia en el historial | Década ganada por |
| --------- | ------------------- | ------- | -------------------------- | -------------------------- | ----------------- |
| 1900-1909 | 1                   | 0       | 0                          | +1 (1–0)                   | Grêmio            |
| 1910-1919 | 7                   | 0       | 5                          | +3 (8–5)                   | Grêmio            |
| 1920-1929 | 11                  | 3       | 4                          | +10 (19–9)                 | Grêmio            |
| 1930-1939 | 14                  | 6       | 10                         | +14 (33–19)                | Grêmio            |
| 1940-1949 | 7                   | 10      | 32                         | +11 (40–51)                | Internacional     |
| 1950-1959 | 11                  | 13      | 16                         | +16 (51–67)                | Internacional     |
| 1960-1969 | 16                  | 13      | 13                         | +13 (67–80)                | Grêmio            |
| 1970-1979 | 12                  | 23      | 24                         | +25 (79–104)               | Internacional     |
| 1980-1989 | 16                  | 21      | 13                         | +22 (95–117)               | Grêmio            |
| 1990-1999 | 14                  | 17      | 12                         | +20 (109–129)              | Grêmio            |
| 2000-2009 | 10                  | 11      | 13                         | +23 (119–142)              | Internacional     |
| 2010-2019 | 13                  | 17      | 14                         | +24 (132–156)              | Internacional     |
| 2020-2029 | 9                   | 7       | 9                          | +24 (141–165)              | en curso          |

Datos actualizados al último partido jugado el 19 de abril de 2025.

### Últimos 10 partidos
| Fecha                 | Torneo                                  | Estadio         | Resultado     | Resultado | Resultado     |
| --------------------- | --------------------------------------- | --------------- | ------------- | --------- | ------------- |
| 5 de marzo de 2023    | Campeonato Gaúcho 2023                  | Arena do Grêmio | Grêmio        | 2-1       | Internacional |
| 21 de mayo de 2023    | Brasileirão 2023                        | Arena do Grêmio | Grêmio        | 3-1       | Internacional |
| 8 de octubre de 2023  | Brasileirão 2023                        | Beira-Rio       | Internacional | 3-2       | Grêmio        |
| 25 de febrero de 2024 | Campeonato Gaúcho 2024                  | Beira-Rio       | Internacional | 3-2       | Grêmio        |
| 22 de junio de 2024   | Brasileirão 2024                        | Couto Pereira   | Grêmio        | 0-1       | Internacional |
| 19 de octubre de 2024 | Brasileirão 2024                        | Beira-Rio       | Internacional | 1-0       | Grêmio        |
| 8 de febrero de 2025  | Campeonato Gaúcho 2025                  | Arena do Grêmio | Grêmio        | 1-1       | Internacional |
| 8 de marzo de 2025    | Campeonato Gaúcho 2025 (Final - Ida)    | Arena do Grêmio | Grêmio        | 0-2       | Internacional |
| 16 de marzo de 2025   | Campeonato Gaúcho 2025 (Final - Vuelta) | Beira-Rio       | Internacional | 1-1       | Grêmio        |
| 19 de abril de 2025   | Brasileirão 2025                        | Arena do Grêmio | Grêmio        | 1-1       | Internacional |

### Mayores goleadas
| Fecha       | Resultado     | Resultado | Resultado     | Motivo                    | Estadio                |
| ----------- | ------------- | --------- | ------------- | ------------------------- | ---------------------- |
| 18 jul 1909 | Grêmio        | 10:0      | Internacional | Amistoso                  | Estadio da Baixada     |
| 18 jun 1911 | Internacional | 1:10      | Grêmio        | Campeonato Citadino       | Escola de Guerra       |
| 17 oct 1948 | Grêmio        | 0:7       | Internacional | Campeonato Citadino       | Estadio da Baixada     |
| 23 jun 1912 | Grêmio        | 6:0       | Internacional | Campeonato Citadino       | Estadio da Baixada     |
| 1 nov 1938  | Grêmio        | 0:6       | Internacional | Taça Martel               | Timbaúva               |
| 30 jul 1916 | Internacional | 6:1       | Grêmio        | Campeonato Citadino       | Chácara dos Eucaliptos |
| 4 ene 1940  | Grêmio        | 1:6       | Internacional | Campeonato Citadino       | Estadio da Baixada     |
| 17 jul 1910 | Grêmio        | 5:0       | Internacional | Campeonato Citadino       | Estadio da Baixada     |
| 9 ago 2015  | Grêmio        | 5:0       | Internacional | Campeonato Brasileño 2015 | Arena do Grêmio        |

## Historial de partidos
Lista actualizada al Grenal 447 del 19 de abril de 2025  

### Campeonato Citadino
| 1 | 1910 | 17 de julio de 1910      | Baixada                | Grêmio        | 5-0  | Internacional |
| 2 | 1911 | 18 de junio de 1911      | Escola de Guerra       | Internacional | 1-10 | Grêmio        |
| 3 | 1912 | 23 de junio de 1912      | Baixada                | Grêmio        | 6-0  | Internacional |
| 4 | 1912 | 15 de septiembre de 1912 | Baixada                | Grêmio        | 2-1  | Internacional |
| 5 | 1913 | 8 de junio de 1913       | Chácara dos Eucaliptos | Internacional | 1-2  | Grêmio        |
| 6 | 1916 | 30 de julio de 1916      | Chácara dos Eucaliptos | Internacional | 6-1  | Grêmio        |
| 7 | 1916 | 29 de octubre de 1916    | Baixada                | Grêmio        | 2-3  | Internacional |
| 8 | 1918 | 19 de mayo de 1918       | Chácara dos Eucaliptos | Internacional | 5-3  | Grêmio        |
| 9 | 1918 | 4 de agosto de 1918      | Baixada                | Grêmio        | 1-0* | Internacional |
| 10 | 1919 | 20 de julio de 1919      | Chácara dos Eucaliptos | Internacional | 2-0  | Grêmio        |
| 11 | 1919 | 14 de septiembre de 1919 | Baixada                | Grêmio        | 3-2  | Internacional |
| 12 | 1920 | 2 de mayo de 1920        | Chácara dos Eucaliptos | Internacional | 1-4  | Grêmio        |
| 13 | 1920 | 22 de agosto de 1920     | Baixada                | Grêmio        | 2-1  | Internacional |
| 14 | 1924 | 27 de abril de 1924      | Baixada                | Grêmio        | 4-3  | Internacional |
| 15 | 1924 | 12 de octubre de 1924    | Chácara dos Eucaliptos | Internacional | 2-1  | Grêmio        |
| 16 | 1925 | 24 de mayo de 1925       | Baixada                | Grêmio        | 3-3  | Internacional |
| 17 | 1925 | 11 de octubre de 1925    | Chácara das Camélias   | Internacional | 2-2  | Grêmio        |
| 18 | 1926 | 27 de junio de 1926      | Chácara dos Eucaliptos | Internacional | 1-4  | Grêmio        |
| 19 | 1926 | 14 de noviembre de 1926  | Baixada                | Grêmio        | 4-3  | Internacional |
| 20 | 1927 | 8 de mayo de 1927        | Chácara dos Eucaliptos | Internacional | 3-2  | Grêmio        |
| 21 | 1927 | 12 de junio de 1927      | Baixada                | Grêmio        | 1-3  | Internacional |
| 22 | 1928 | 10 de junio de 1928      | Chácara dos Eucaliptos | Internacional | 2-3  | Grêmio        |
| 23 | 1928 | 26 de agosto de 1928     | Baixada                | Grêmio        | 2-2  | Internacional |
| 24 | 1929 | 14 de julio de 1929      | Chácara dos Eucaliptos | Internacional | 4-2  | Grêmio        |
| 25 | 1929 | 10 de noviembre de 1929  | Baixada                | Grêmio        | 2-1  | Internacional |
| 26 | 1930 | 4 de mayo de 1930        | Baixada                | Grêmio        | 3-1  | Internacional |
| 27 | 1930 | 14 de septiembre de 1930 | Chácara das Camélias   | Internacional | 1-1  | Grêmio        |
| 28 | 1931 | 26 de abril de 1931      | Eucaliptos             | Internacional | 1-0  | Grêmio        |
| 29 | 1931 | 18 de octubre de 1931    | Baixada                | Grêmio        | 2-1  | Internacional |
| 30 | 1932 | 10 de julio de 1932      | Baixada                | Grêmio        | 2-0  | Internacional |
| 31 | 1932 | 30 de octubre de 1932    | Eucaliptos             | Internacional | 0-1  | Grêmio        |
| 32 | 1933 | 9 de abril de 1933       | Baixada                | Grêmio        | 5-3  | Internacional |
| 33 | 1933 | 13 de agosto de 1933     | Eucaliptos             | Internacional | 2-3  | Grêmio        |
| 34 | 1934 | 24 de junio de 1934      | Eucaliptos             | Internacional | 4-3  | Grêmio        |
| 35 | 1934 | 21 de octubre de 1934    | Baixada                | Grêmio        | 1-2  | Internacional |
| 36 | 1935 | 28 de julio de 1935      | Eucaliptos             | Internacional | 1-1  | Grêmio        |
| 37 | 1935 | 22 de septiembre de 1935 | Baixada                | Grêmio        | 2-0  | Internacional |
| 38 | 1936 | 30 de agosto de 1936     | Eucaliptos             | Internacional | 3-2  | Grêmio        |
| 39 | 1936 | 1 de noviembre de 1936   | Baixada                | Grêmio        | 0-2  | Internacional |
| 40 | 1937 | 31 de octubre de 1937    | Baixada                | Grêmio        | 2-1  | Internacional |
| 41 | 1937 | 12 de diciembre de 1937  | Eucaliptos             | Internacional | 3-4  | Grêmio        |
| 42 | 1938 | 8 de mayo de 1938        | Eucaliptos             | Internacional | 1-3  | Grêmio        |
| 43 | 1938 | 2 de octubre de 1938     | Timbaúva               | Internacional | 3-4  | Grêmio        |
| 44 | 1939 | 8 de octubre de 1939     | Eucaliptos             | Internacional | 2-3  | Grêmio        |
| 45 | 1939 | 4 de enero de 1940       | Baixada                | Grêmio        | 1-6  | Internacional |
| 46 | 1939 | 13 de febrero de 1940    | Eucaliptos             | Internacional | 2-4  | Grêmio        |
| 47 | 1940 | 28 de abril de 1940      | Baixada                | Grêmio        | 2-3  | Internacional |
| 48 | 1940 | 7 de julio de 1940       | Eucaliptos             | Internacional | 2-5  | Grêmio        |
| 49 | 1940 | 20 de octubre de 1940    | Timbaúva               | Internacional | 4-3  | Grêmio        |
| 50 | 1941 | 17 de agosto de 1941     | Eucaliptos             | Internacional | 3-0  | Grêmio        |
| 51 | 1941 | 19 de octubre de 1941    | Baixada                | Grêmio        | 2-1  | Internacional |
| 52 | 1941 | 11 de enero de 1942      | Timbaúva               | Grêmio        | 1-1  | Internacional |
| 53 | 1942 | 19 de abril de 1942      | Timbaúva               | Grêmio        | 1-1  | Internacional |
| 54 | 1942 | 12 de julio de 1942      | Baixada                | Grêmio        | 2-4  | Internacional |
| 55 | 1942 | 30 de agosto de 1942     | Eucaliptos             | Internacional | 4-2  | Grêmio        |
| 56 | 1943 | 11 de julio de 1943      | Eucaliptos             | Internacional | 3-0  | Grêmio        |
| 57 | 1943 | 19 de septiembre de 1943 | Baixada                | Grêmio        | 0-1  | Internacional |
| 58 | 1944 | 30 de abril de 1944      | Eucaliptos             | Internacional | 4-2  | Grêmio        |
| 59 | 1944 | 13 de agosto de 1944     | Baixada                | Grêmio        | 4-3  | Internacional |
| 60 | 1944 | 8 de octubre de 1944     | Timbaúva               | Grêmio        | 1-2  | Internacional |
| 61 | 1945 | 8 de abril de 1945       | Eucaliptos             | Internacional | 3-2  | Grêmio        |
| 62 | 1945 | 24 de junio de 1945      | Baixada                | Grêmio        | 1-4  | Internacional |
| 63 | 1945 | 30 de septiembre de 1945 | Passo d'Areia          | Internacional | 4-2  | Grêmio        |
| 64 | 1946 | 14 de julio de 1946      | Baixada                | Grêmio        | 0-1  | Internacional |
| 65 | 1946 | 15 de septiembre de 1946 | Eucaliptos             | Internacional | 1-2  | Grêmio        |
| 66 | 1947 | 20 de julio de 1947      | Eucaliptos             | Internacional | 3-0  | Grêmio        |
| 67 | 1947 | 5 de octubre de 1947     | Baixada                | Grêmio        | 1-2  | Internacional |
| 68 | 1947 | 23 de noviembre de 1947  | Timbaúva               | Grêmio        | 2-2  | Internacional |
| 69 | 1948 | 22 de agosto de 1948     | Eucaliptos             | Internacional | 3-2  | Grêmio        |
| 70 | 1948 | 17 de octubre de 1948    | Baixada                | Grêmio        | 0-7  | Internacional |
| 71 | 1949 | 28 de agosto de 1949     | Baixada                | Grêmio        | 1-1  | Internacional |
| 72 | 1949 | 30 de octubre de 1949    | Eucaliptos             | Internacional | 0-1  | Grêmio        |
| 73 | 1950 | 28 de octubre de 1950    | Eucaliptos             | Internacional | 0-0  | Grêmio        |
| 74 | 1950 | 24 de diciembre de 1950  | Baixada                | Grêmio        | 0-0  | Internacional |
| 75 | 1950 | 27 de diciembre de 1950  | Montanha               | Internacional | 4-3  | Grêmio        |
| 76 | 1950 | 30 de diciembre de 1950  | Montanha               | Grêmio        | 0-1  | Internacional |
| 77 | 1951 | 26 de agosto de 1951     | Baixada                | Grêmio        | 1-1  | Internacional |
| 78 | 1951 | 2 de diciembre de 1951   | Eucaliptos             | Internacional | 2-2  | Grêmio        |
| 79 | 1952 | 12 de octubre de 1952    | Baixada                | Grêmio        | 0-0  | Internacional |
| 80 | 1952 | 7 de diciembre de 1952   | Eucaliptos             | Internacional | 5-1  | Grêmio        |
| 81 | 1953 | 5 de julio de 1953       | Eucaliptos             | Internacional | 1-1  | Grêmio        |
| 82 | 1953 | 1 de noviembre de 1953   | Baixada                | Grêmio        | 0-2  | Internacional |
| 83 | 1954 | 31 de octubre de 1954    | Olímpico               | Grêmio        | 1-1  | Internacional |
| 84 | 1954 | 9 de enero de 1955       | Eucaliptos             | Internacional | 2-1  | Grêmio        |
| 85 | 1955 | 24 de julio de 1955      | Olímpico               | Grêmio        | 2-1  | Internacional |
| 86 | 1955 | 6 de noviembre de 1955   | Eucaliptos             | Internacional | 3-1  | Grêmio        |
| 87 | 1956 | 2 de septiembre de 1956  | Olímpico               | Grêmio        | 2-1  | Internacional |
| 88 | 1956 | 12 de diciembre de 1956  | Eucaliptos             | Internacional | 1-0  | Grêmio        |
| 89 | 1957 | 28 de julio de 1957      | Eucaliptos             | Internacional | 1-1  | Grêmio        |
| 90 | 1957 | 1 de diciembre de 1957   | Olímpico               | Grêmio        | 5-3  | Internacional |
| 91 | 1957 | 23 de diciembre de 1957  | Olímpico               | Grêmio        | 1-2  | Internacional |
| 92 | 1958 | 17 de agosto de 1958     | Eucaliptos             | Internacional | 1-2  | Grêmio        |
| 93 | 1958 | 21 de diciembre de 1958  | Olímpico               | Grêmio        | 0-1  | Internacional |
| 94 | 1958 | 5 de febrero de 1959     | Olímpico               | Grêmio        | 2-2  | Internacional |
| 95 | 1959 | 16 de agosto de 1959     | Eucaliptos             | Internacional | 1-2  | Grêmio        |
| 96 | 1959 | 29 de noviembre de 1959  | Olímpico               | Grêmio        | 4-1  | Internacional |
| 97 | 1959 | 5 de enero de 1960       | Olímpico               | Grêmio        | 2-3  | Internacional |
| 98 | 1960 | 21 de agosto de 1960     | Eucaliptos             | Internacional | 1-5  | Grêmio        |
| 99 | 1960 | 20 de noviembre de 1960  | Olímpico               | Grêmio        | 1-1  | Internacional |
| 100 | 1960 | 22 de diciembre de 1960  | Olímpico               | Grêmio        | 1-2  | Internacional |
| 101 | 1972 | 20 de agosto de 1972     | Olímpico               | Grêmio        | 0-1  | Internacional |
| 102 | 1972 | 30 de agosto de 1972     | Beira-Rio              | Internacional | 2-0  | Grêmio        |
| (*) El partido disputado el 4 de agosto de 1918 finalizó en el minuto 43, cuando el Grêmio ganaba 1-0, debido a un grave conflicto en la cancha. La Associação Porto Alegrense de Desportos determinó que se jugara el tiempo restante del partido, tras un juicio el 24 de septiembre. Como el Grêmio se negó a jugar, el Consejo Superior le dio los puntos al Internacional. Sin embargo, en el historial oficial del Grenal, a este partido se considera una victoria gremista. |      |                          |                        |               |      |               |

### Campeonato Gaúcho
| 1                                                             | 1961 | 10 de septiembre de 1961 | Olímpico                     | Grêmio        | 1-2  | Internacional |
| 2                                                             | 1961 | 10 de diciembre de 1961  | Eucaliptos                   | Internacional | 2-3  | Grêmio        |
| 3                                                             | 1962 | 12 de agosto de 1962     | Olímpico                     | Grêmio        | 0-0  | Internacional |
| 4                                                             | 1962 | 16 de diciembre de 1962  | Eucaliptos                   | Internacional | 0-2  | Grêmio        |
| 5                                                             | 1962 | 7 de febrero de 1963     | Olímpico                     | Grêmio        | 4-2  | Internacional |
| 6                                                             | 1963 | 29 de septiembre de 1963 | Eucaliptos                   | Internacional | 0-1  | Grêmio        |
| 7                                                             | 1963 | 14 de diciembre de 1963  | Olímpico                     | Grêmio        | 1-0  | Internacional |
| 8                                                             | 1964 | 26 de julio de 1964      | Eucaliptos                   | Internacional | 0-0  | Grêmio        |
| 9                                                             | 1964 | 1 de noviembre de 1964   | Olímpico                     | Grêmio        | 3-0  | Internacional |
| 10                                                            | 1965 | 29 de agosto de 1965     | Olímpico                     | Grêmio        | 2-1  | Internacional |
| 11                                                            | 1965 | 12 de diciembre de 1965  | Eucaliptos                   | Internacional | 0-1  | Grêmio        |
| 12                                                            | 1966 | 2 de octubre de 1966     | Eucaliptos                   | Internacional | 0-1  | Grêmio        |
| 13                                                            | 1966 | 17 de diciembre de 1966  | Olímpico                     | Grêmio        | 0-1  | Internacional |
| 14                                                            | 1967 | 17 de septiembre de 1967 | Olímpico                     | Grêmio        | 0-1  | Internacional |
| 15                                                            | 1967 | 17 de diciembre de 1967  | Eucaliptos                   | Internacional | 1-0  | Grêmio        |
| 16                                                            | 1968 | 12 de mayo de 1968       | Eucaliptos                   | Internacional | 1-1  | Grêmio        |
| 17                                                            | 1968 | 2 de junio de 1968       | Olímpico                     | Grêmio        | 4-0  | Internacional |
| 18                                                            | 1969 | 22 de junio de 1969      | Olímpico                     | Grêmio        | 0-0  | Internacional |
| 19                                                            | 1969 | 17 de diciembre de 1969  | Beira-Rio                    | Internacional | 0-0  | Grêmio        |
| 20                                                            | 1970 | 9 de agosto de 1970      | Beira-Rio                    | Internacional | 0-0  | Grêmio        |
| 21                                                            | 1970 | 20 de septiembre de 1970 | Olímpico                     | Grêmio        | 1-2  | Internacional |
| 22                                                            | 1971 | 30 de mayo de 1971       | Beira-Rio                    | Internacional | 1-1  | Grêmio        |
| 23                                                            | 1971 | 27 de junio de 1971      | Olímpico                     | Grêmio        | 0-0  | Internacional |
| 24                                                            | 1971 | 4 de agosto de 1971      | Beira-Rio                    | Internacional | 1-3  | Grêmio        |
| 25                                                            | 1972 | 21 de mayo de 1972       | Beira-Rio                    | Internacional | 2-2  | Grêmio        |
| 26                                                            | 1972 | 6 de agosto de 1972      | Olímpico                     | Grêmio        | 0-1  | Internacional |
| 27                                                            | 1973 | 20 de mayo de 1973       | Beira-Rio                    | Internacional | 1-1  | Grêmio        |
| 28                                                            | 1973 | 5 de agosto de 1973      | Olímpico                     | Grêmio        | 0-0  | Internacional |
| 29                                                            | 1974 | 29 de septiembre de 1974 | Olímpico                     | Grêmio        | 0-1  | Internacional |
| 30                                                            | 1974 | 1 de diciembre de 1974   | Beira-Rio                    | Internacional | 1-0  | Grêmio        |
| 31                                                            | 1975 | 13 de julio de 1975      | Olímpico                     | Grêmio        | 1-2  | Internacional |
| 32                                                            | 1975 | 23 de julio de 1975      | Beira-Rio                    | Internacional | 1-3  | Grêmio        |
| 33                                                            | 1975 | 6 de agosto de 1975      | Olímpico                     | Grêmio        | 1-1  | Internacional |
| 34                                                            | 1975 | 10 de agosto de 1975     | Beira-Rio                    | Internacional | 1-0  | Grêmio        |
| 35                                                            | 1976 | 25 de julio de 1976      | Beira-Rio                    | Internacional | 2-0  | Grêmio        |
| 36                                                            | 1976 | 28 de julio de 1976      | Olímpico                     | Grêmio        | 2-0  | Internacional |
| 37                                                            | 1976 | 9 de agosto de 1976      | Beira-Rio                    | Internacional | 1-0  | Grêmio        |
| 38                                                            | 1976 | 18 de agosto de 1976     | Olímpico                     | Grêmio        | 1-1  | Internacional |
| 39                                                            | 1976 | 22 de agosto de 1976     | Beira-Rio                    | Internacional | 2-0  | Grêmio        |
| 40                                                            | 1977 | 17 de abril de 1977      | Olímpico                     | Grêmio        | 3-0  | Internacional |
| 41                                                            | 1977 | 8 de mayo de 1977        | Beira-Rio                    | Internacional | 1-0  | Grêmio        |
| 42                                                            | 1977 | 29 de mayo de 1977       | Olímpico                     | Grêmio        | 0-1  | Internacional |
| 43                                                            | 1977 | 1 de junio de 1977       | Beira-Rio                    | Internacional | 0-0  | Grêmio        |
| 44                                                            | 1977 | 14 de agosto de 1977     | Olímpico                     | Grêmio        | 2-1  | Internacional |
| 45                                                            | 1977 | 18 de septiembre de 1977 | Beira-Rio                    | Internacional | 0-2  | Grêmio        |
| 46                                                            | 1977 | 25 de septiembre de 1977 | Olímpico                     | Grêmio        | 1-0  | Internacional |
| 47                                                            | 1978 | 20 de agosto de 1978     | Olímpico                     | Grêmio        | 2-1  | Internacional |
| 48                                                            | 1978 | 7 de septiembre de 1978  | Beira-Rio                    | Internacional | 1-0  | Grêmio        |
| 49                                                            | 1978 | 10 de septiembre de 1978 | Olímpico                     | Grêmio        | 2-2  | Internacional |
| 50                                                            | 1978 | 15 de septiembre de 1978 | Beira-Rio                    | Internacional | 1-0  | Grêmio        |
| 51                                                            | 1978 | 5 de noviembre de 1978   | Olímpico                     | Grêmio        | 1-1  | Internacional |
| 52                                                            | 1978 | 8 de noviembre de 1978   | Beira-Rio                    | Internacional | 2-1  | Grêmio        |
| 53                                                            | 1978 | 26 de noviembre de 1978  | Olímpico                     | Grêmio        | 0-0  | Internacional |
| 54                                                            | 1978 | 13 de diciembre de 1978  | Beira-Rio                    | Internacional | 2-2  | Grêmio        |
| 55                                                            | 1978 | 17 de diciembre de 1978  | Olímpico                     | Grêmio        | 1-2  | Internacional |
| 56                                                            | 1979 | 13 de mayo de 1979       | Beira-Rio                    | Internacional | 0-0  | Grêmio        |
| 57                                                            | 1979 | 22 de julio de 1979      | Olímpico                     | Grêmio        | 1-1  | Internacional |
| 58                                                            | 1979 | 26 de agosto de 1979     | Beira-Rio                    | Internacional | 1-2  | Grêmio        |
| 59                                                            | 1979 | 20 de septiembre de 1979 | Olímpico                     | Grêmio        | 1-1  | Internacional |
| 60                                                            | 1980 | 24 de agosto de 1980     | Olímpico                     | Grêmio        | 2-2  | Internacional |
| 61                                                            | 1980 | 19 de octubre de 1980    | Beira-Rio                    | Internacional | 1-0  | Grêmio        |
| 62                                                            | 1980 | 5 de noviembre de 1980   | Olímpico                     | Grêmio        | 0-0  | Internacional |
| 63                                                            | 1980 | 23 de noviembre de 1980  | Beira-Rio                    | Internacional | 0-0  | Grêmio        |
| 64                                                            | 1981 | 26 de julio de 1981      | Olímpico                     | Grêmio        | 0-0  | Internacional |
| 65                                                            | 1981 | 7 de octubre de 1981     | Beira-Rio                    | Internacional | 0-0  | Grêmio        |
| 66                                                            | 1981 | 4 de noviembre de 1981   | Beira-Rio                    | Internacional | 2-1  | Grêmio        |
| 67                                                            | 1981 | 29 de noviembre de 1981  | Olímpico                     | Grêmio        | 1-1  | Internacional |
| 68                                                            | 1982 | 3 de agosto de 1982      | Beira-Rio                    | Internacional | 0-2  | Grêmio        |
| 69                                                            | 1982 | 10 de octubre de 1982    | Olímpico                     | Grêmio        | 2-2  | Internacional |
| 70                                                            | 1982 | 7 de noviembre de 1982   | Beira-Rio                    | Internacional | 3-1  | Grêmio        |
| 71                                                            | 1982 | 28 de noviembre de 1982  | Olímpico                     | Grêmio        | 0-2  | Internacional |
| 72                                                            | 1983 | 30 de julio de 1983      | Olímpico                     | Grêmio        | 0-1  | Internacional |
| 73                                                            | 1983 | 2 de octubre de 1983     | Beira-Rio                    | Internacional | 1-1  | Grêmio        |
| 74                                                            | 1983 | 2 de noviembre de 1983   | Olímpico                     | Grêmio        | 0-0  | Internacional |
| 75                                                            | 1983 | 27 de noviembre de 1983  | Beira-Rio                    | Internacional | 2-2  | Grêmio        |
| 76                                                            | 1984 | 23 de septiembre de 1984 | Olímpico                     | Grêmio        | 0-2  | Internacional |
| 77                                                            | 1984 | 8 de noviembre de 1984   | Beira-Rio                    | Internacional | 2-1  | Grêmio        |
| 78                                                            | 1984 | 25 de noviembre de 1984  | Beira-Rio                    | Internacional | 2-0  | Grêmio        |
| 79                                                            | 1984 | 13 de diciembre de 1984  | Olímpico                     | Grêmio        | 1-1  | Internacional |
| 80                                                            | 1985 | 20 de octubre de 1985    | Beira-Rio                    | Internacional | 2-0  | Grêmio        |
| 81                                                            | 1985 | 8 de diciembre de 1985   | Olímpico                     | Grêmio        | 2-1  | Internacional |
| 82                                                            | 1986 | 23 de marzo de 1986      | Beira-Rio                    | Internacional | 0-1  | Grêmio        |
| 83                                                            | 1986 | 11 de mayo de 1986       | Olímpico                     | Grêmio        | 1-3  | Internacional |
| 84                                                            | 1986 | 9 de julio de 1986       | Beira-Rio                    | Internacional | 2-2  | Grêmio        |
| 85                                                            | 1986 | 20 de julio de 1986      | Olímpico                     | Grêmio        | 1-0  | Internacional |
| 86                                                            | 1987 | 18 de marzo de 1987      | Beira-Rio                    | Internacional | 2-2  | Grêmio        |
| 87                                                            | 1987 | 29 de marzo de 1987      | Olímpico                     | Grêmio        | 2-1  | Internacional |
| 88                                                            | 1987 | 5 de abril de 1987       | Beira-Rio                    | Internacional | 0-1  | Grêmio        |
| 89                                                            | 1987 | 10 de mayo de 1987       | Olímpico                     | Grêmio        | 0-1  | Internacional |
| 90                                                            | 1987 | 31 de mayo de 1987       | Beira-Rio                    | Internacional | 1-1  | Grêmio        |
| 91                                                            | 1987 | 14 de junio de 1987      | Olímpico                     | Grêmio        | 3-0  | Internacional |
| 92                                                            | 1987 | 16 de junio de 1987      | Olímpico                     | Grêmio        | 0-0  | Internacional |
| 93                                                            | 1987 | 28 de junio de 1987      | Beira-Rio                    | Internacional | 0-0  | Grêmio        |
| 94                                                            | 1987 | 19 de julio de 1987      | Olímpico                     | Grêmio        | 3-2  | Internacional |
| 95                                                            | 1988 | 12 de marzo de 1988      | Olímpico                     | Grêmio        | 1-0  | Internacional |
| 96                                                            | 1988 | 26 de abril de 1988      | Olímpico                     | Grêmio        | 3-1  | Internacional |
| 97                                                            | 1988 | 22 de mayo de 1988       | Beira-Rio                    | Internacional | 0-0  | Grêmio        |
| 98                                                            | 1988 | 19 de junio de 1988      | Olímpico                     | Grêmio        | 3-3  | Internacional |
| 99                                                            | 1989 | 19 de marzo de 1989      | Beira-Rio                    | Internacional | 1-1  | Grêmio        |
| 100                                                           | 1989 | 28 de mayo de 1989       | Beira-Rio                    | Internacional | 1-3  | Grêmio        |
| 101                                                           | 1989 | 18 de junio de 1989      | Olímpico                     | Grêmio        | 0-0  | Internacional |
| 102                                                           | 1990 | 21 de marzo de 1990      | Olímpico                     | Grêmio        | 0-1  | Internacional |
| 103                                                           | 1990 | 3 de junio de 1990       | Beira-Rio                    | Internacional | 1-0  | Grêmio        |
| 104                                                           | 1990 | 15 de julio de 1990      | Beira-Rio                    | Internacional | 0-1  | Grêmio        |
| 105                                                           | 1990 | 29 de julio de 1990      | Olímpico                     | Grêmio        | 4-1  | Internacional |
| 106                                                           | 1991 | 22 de septiembre de 1991 | Olímpico                     | Grêmio        | 2-1  | Internacional |
| 107                                                           | 1991 | 1 de diciembre de 1991   | Olímpico                     | Grêmio        | 0-1  | Internacional |
| 108                                                           | 1991 | 8 de diciembre de 1991   | Beira-Rio                    | Internacional | 0-2  | Grêmio        |
| 109                                                           | 1991 | 15 de diciembre de 1991  | Beira-Rio                    | Internacional | 0-0  | Grêmio        |
| 110                                                           | 1992 | 13 de septiembre de 1992 | Beira-Rio                    | Internacional | 1-1  | Grêmio        |
| 111                                                           | 1992 | 20 de diciembre de 1992  | Olímpico                     | Grêmio        | 1-3  | Internacional |
| 112                                                           | 1992 | 23 de diciembre de 1992  | Beira-Rio                    | Internacional | 0-0  | Grêmio        |
| 113                                                           | 1993 | 27 de junio de 1993      | Beira-Rio                    | Internacional | 0-1  | Grêmio        |
| 114                                                           | 1993 | 18 de julio de 1993      | Olímpico                     | Grêmio        | 0-0  | Internacional |
| 115                                                           | 1994 | 12 de junio de 1994      | Beira-Rio                    | Internacional | 1-0  | Grêmio        |
| 116                                                           | 1994 | 17 de diciembre de 1994  | Olímpico                     | Grêmio        | 1-4  | Internacional |
| 117                                                           | 1995 | 2 de abril de 1995       | Beira-Rio                    | Internacional | 2-1  | Grêmio        |
| 118                                                           | 1995 | 28 de junio de 1995      | Olímpico                     | Grêmio        | 2-0  | Internacional |
| 119                                                           | 1995 | 6 de agosto de 1995      | Beira-Rio                    | Internacional | 1-1  | Grêmio        |
| 120                                                           | 1995 | 13 de agosto de 1995     | Olímpico                     | Grêmio        | 2-1  | Internacional |
| 121                                                           | 1996 | 17 de marzo de 1996      | Beira-Rio                    | Internacional | 1-1  | Grêmio        |
| 122                                                           | 1997 | 23 de marzo de 1997      | Olímpico                     | Grêmio        | 0-0  | Internacional |
| 123                                                           | 1997 | 29 de junio de 1997      | Olímpico                     | Grêmio        | 1-1  | Internacional |
| 124                                                           | 1997 | 2 de julio de 1997       | Beira-Rio                    | Internacional | 1-0  | Grêmio        |
| 125                                                           | 1999 | 13 de junio de 1999      | Beira-Rio                    | Internacional | 1-0  | Grêmio        |
| 126                                                           | 1999 | 16 de junio de 1999      | Olímpico                     | Grêmio        | 2-0  | Internacional |
| 127                                                           | 1999 | 20 de junio de 1999      | Olímpico                     | Grêmio        | 1-0  | Internacional |
| 128                                                           | 2000 | 30 de abril de 2000      | Beira-Rio                    | Internacional | 1-1  | Grêmio        |
| 129                                                           | 2000 | 7 de junio de 2000       | Olímpico                     | Grêmio        | 1-0  | Internacional |
| 130                                                           | 2001 | 1 de abril de 2001       | Olímpico                     | Grêmio        | 4-2  | Internacional |
| 131                                                           | 2001 | 13 de mayo de 2001       | Beira-Rio                    | Internacional | 0-0  | Grêmio        |
| 132                                                           | 2003 | 9 de febrero de 2003     | Olímpico                     | Grêmio        | 1-2  | Internacional |
| 133                                                           | 2003 | 9 de marzo de 2003       | Beira-Rio                    | Internacional | 1-0  | Grêmio        |
| 134                                                           | 2004 | 15 de febrero de 2004    | Beira-Rio                    | Internacional | 1-1  | Grêmio        |
| 135                                                           | 2004 | 7 de marzo de 2004       | Olímpico                     | Grêmio        | 1-2  | Internacional |
| 136                                                           | 2004 | 4 de abril de 2004       | Montanha dos Vinhedos        | Grêmio        | 1-2  | Internacional |
| 137                                                           | 2006 | 1 de abril de 2006       | Olímpico                     | Grêmio        | 0-0  | Internacional |
| 138                                                           | 2006 | 9 de abril de 2006       | Beira-Rio                    | Internacional | 1-1  | Grêmio        |
| 139                                                           | 2009 | 8 de febrero de 2009     | Colosso da Lagoa             | Grêmio        | 1-2  | Internacional |
| 140                                                           | 2009 | 1 de marzo de 2009       | Beira-Rio                    | Internacional | 2-1  | Grêmio        |
| 141                                                           | 2009 | 5 de abril de 2009       | Beira-Rio                    | Internacional | 2-1  | Grêmio        |
| 142                                                           | 2010 | 31 de enero de 2010      | Colosso da Lagoa             | Internacional | 1-0  | Grêmio        |
| 143                                                           | 2010 | 25 de abril de 2010      | Beira-Rio                    | Internacional | 0-2  | Grêmio        |
| 144                                                           | 2010 | 2 de mayo de 2010        | Olímpico                     | Grêmio        | 0-1  | Internacional |
| 145                                                           | 2011 | 30 de enero de 2011      | Estadio Atilio Paiva Olivera | Grêmio        | 2-1  | Internacional |
| 146                                                           | 2011 | 1 de mayo de 2011        | Beira-Rio                    | Internacional | 1-1  | Grêmio        |
| 147                                                           | 2011 | 8 de mayo de 2011        | Beira-Rio                    | Internacional | 2-3  | Grêmio        |
| 148                                                           | 2011 | 15 de mayo de 2011       | Olímpico                     | Grêmio        | 2-3  | Internacional |
| 149                                                           | 2012 | 5 de febrero de 2012     | Olímpico                     | Grêmio        | 2-2  | Internacional |
| 150                                                           | 2012 | 22 de febrero de 2012    | Beira-Rio                    | Internacional | 1-2  | Grêmio        |
| 151                                                           | 2012 | 29 de abril de 2012      | Beira-Rio                    | Internacional | 2-1  | Grêmio        |
| 152                                                           | 2013 | 3 de febrero de 2013     | Colosso da Lagoa             | Internacional | 2-1  | Grêmio        |
| 153                                                           | 2013 | 24 de febrero de 2013    | Centenário                   | Internacional | 2-1  | Grêmio        |
| 154                                                           | 2014 | 9 de febrero de 2014     | Arena do Grêmio              | Grêmio        | 1-1  | Internacional |
| 155                                                           | 2014 | 30 de marzo de 2014      | Arena do Grêmio              | Grêmio        | 1-2  | Internacional |
| 156                                                           | 2014 | 13 de abril de 2014      | Centenário                   | Internacional | 4-1  | Grêmio        |
| 157                                                           | 2015 | 1 de marzo de 2015       | Beira-Rio                    | Internacional | 0-0  | Grêmio        |
| 158                                                           | 2015 | 26 de abril de 2015      | Arena do Grêmio              | Grêmio        | 0-0  | Internacional |
| 159                                                           | 2015 | 3 de mayo de 2015        | Beira-Rio                    | Internacional | 2-1  | Grêmio        |
| 160                                                           | 2016 | 6 de marzo de 2016       | Arena do Grêmio              | Grêmio        | 0-0* | Internacional |
| 161                                                           | 2017 | 4 de marzo de 2017       | Arena do Grêmio              | Grêmio        | 2-2  | Internacional |
| 162                                                           | 2018 | 11 de marzo de 2018      | Beira-Rio                    | Internacional | 1-2  | Grêmio        |
| 163                                                           | 2018 | 18 de marzo de 2018      | Arena do Grêmio              | Grêmio        | 3-0  | Internacional |
| 164                                                           | 2018 | 21 de marzo de 2018      | Beira-Rio                    | Internacional | 2-0  | Grêmio        |
| 165                                                           | 2019 | 17 de marzo de 2019      | Arena do Grêmio              | Grêmio        | 1-0  | Internacional |
| 166                                                           | 2019 | 14 de abril de 2019      | Beira-Rio                    | Internacional | 0-0  | Grêmio        |
| 167                                                           | 2019 | 17 de abril de 2019      | Arena do Grêmio              | Grêmio        | 0-0  | Internacional |
| 168                                                           | 2020 | 15 de febrero de 2020    | Beira-Rio                    | Internacional | 0-1  | Grêmio        |
| 169                                                           | 2020 | 22 de julio de 2020      | Centenário                   | Internacional | 0-1  | Grêmio        |
| 170                                                           | 2020 | 5 de agosto de 2020      | Arena do Grêmio              | Grêmio        | 2-0  | Internacional |
| 171                                                           | 2021 | 3 de abril de 2021       | Arena do Grêmio              | Grêmio        | 1-0  | Internacional |
| 172                                                           | 2021 | 16 de mayo de 2021       | Beira-Rio                    | Internacional | 1-2  | Grêmio        |
| 173                                                           | 2021 | 23 de mayo de 2021       | Arena do Grêmio              | Grêmio        | 1-1  | Internacional |
| 174                                                           | 2022 | 9 de marzo de 2022       | Beira-Rio                    | Internacional | 1-0  | Grêmio        |
| 175                                                           | 2022 | 19 de marzo de 2022      | Beira-Rio                    | Internacional | 0-3  | Grêmio        |
| 176                                                           | 2022 | 23 de marzo de 2022      | Arena do Grêmio              | Grêmio        | 0-1  | Internacional |
| 177                                                           | 2023 | 5 de marzo de 2023       | Arena do Grêmio              | Grêmio        | 2-1  | Internacional |
| 178                                                           | 2024 | 25 de febrero de 2024    | Beira-Rio                    | Internacional | 3-2  | Grêmio        |
| 179                                                           | 2025 | 8 de febrero de 2025     | Arena do Grêmio              | Grêmio        | 1-1  | Internacional |
| 180                                                           | 2025 | 8 de marzo de 2025       | Arena do Grêmio              | Grêmio        | 0-2  | Internacional |
| 181                                                           | 2025 | 16 de marzo de 2025      | Beira-Rio                    | Internacional | 1-1  | Grêmio        |
| (*) Partido válido simultáneamente por la Primeira Liga 2016. |      |                          |                              |               |      |               |

### Copas regionales
| 1                                                                 | 1962 | Campeonato Sul-Brasileiro | 13 de febrero de 1962 | Olímpico        | Grêmio        | 1-1  | Internacional |
| 2                                                                 | 1962 | Campeonato Sul-Brasileiro | 11 de marzo de 1962   | Eucaliptos      | Internacional | 1-2  | Grêmio        |
| 3                                                                 | 1999 | Copa Sul                  | 17 de marzo de 1999   | Olímpico        | Grêmio        | 1-1  | Internacional |
| 4                                                                 | 1999 | Copa Sul                  | 28 de marzo de 1999   | Beira-Rio       | Internacional | 2-0  | Grêmio        |
| 5                                                                 | 2002 | Copa Sul-Minas            | 20 de marzo de 2002   | Beira-Rio       | Internacional | 1-1  | Grêmio        |
| 6                                                                 | 2016 | Primeira Liga             | 6 de marzo de 2016    | Arena do Grêmio | Grêmio        | 0-0* | Internacional |
| (*) Partido válido simultáneamente por el Campeonato Gaúcho 2016. |      |                           |                       |                 |               |      |               |

### Campeonato Brasileño
| 1  | 1967 (TRGP) | 5 de marzo de 1967       | Olímpico        | Grêmio        | 0-2 | Internacional |
| 2  | 1967 (TRGP) | 24 de mayo de 1967       | Olímpico        | Grêmio        | 1-1 | Internacional |
| 3  | 1967 (TRGP) | 4 de junio de 1967       | Olímpico        | Grêmio        | 0-0 | Internacional |
| 4  | 1968 (TRGP) | 24 de noviembre de 1968  | Olímpico        | Grêmio        | 0-0 | Internacional |
| 5  | 1969 (TRGP) | 21 de septiembre de 1969 | Beira-Rio       | Internacional | 1-0 | Grêmio        |
| 6  | 1970 (TRGP) | 28 de octubre de 1970    | Olímpico        | Grêmio        | 0-0 | Internacional |
| 7  | 1971        | 17 de octubre de 1971    | Beira-Rio       | Internacional | 1-0 | Grêmio        |
| 8  | 1972        | 20 de septiembre de 1972 | Beira-Rio       | Internacional | 1-0 | Grêmio        |
| 9  | 1973        | 11 de noviembre de 1973  | Beira-Rio       | Internacional | 1-1 | Grêmio        |
| 10 | 1974        | 24 de marzo de 1974      | Beira-Rio       | Internacional | 2-1 | Grêmio        |
| 11 | 1975        | 7 de septiembre de 1975  | Beira-Rio       | Internacional | 1-1 | Grêmio        |
| 12 | 1975        | 23 de noviembre de 1975  | Beira-Rio       | Internacional | 1-0 | Grêmio        |
| 13 | 1976        | 7 de septiembre de 1976  | Beira-Rio       | Internacional | 3-1 | Grêmio        |
| 14 | 1977        | 6 de noviembre de 1977   | Beira-Rio       | Internacional | 0-4 | Grêmio        |
| 15 | 1978        | 23 de abril de 1978      | Beira-Rio       | Internacional | 2-3 | Grêmio        |
| 16 | 1979        | 7 de octubre de 1979     | Beira-Rio       | Internacional | 1-0 | Grêmio        |
| 17 | 1985        | 10 de febrero de 1985    | Olímpico        | Grêmio        | 2-0 | Internacional |
| 18 | 1985        | 24 de marzo de 1985      | Beira-Rio       | Internacional | 0-1 | Grêmio        |
| 19 | 1987        | 12 de octubre de 1987    | Beira-Rio       | Internacional | 0-1 | Grêmio        |
| 20 | 1988        | 4 de septiembre de 1988  | Olímpico        | Grêmio        | 1-0 | Internacional |
| 21 | 1988        | 9 de febrero de 1989     | Olímpico        | Grêmio        | 0-0 | Internacional |
| 22 | 1988        | 12 de febrero de 1989    | Beira-Rio       | Internacional | 2-1 | Grêmio        |
| 23 | 1989        | 29 de noviembre de 1989  | Beira-Rio       | Internacional | 2-0 | Grêmio        |
| 24 | 1990        | 26 de agosto de 1990     | Beira-Rio       | Internacional | 0-1 | Grêmio        |
| 25 | 1991        | 18 de febrero de 1991    | Olímpico        | Grêmio        | 0-0 | Internacional |
| 26 | 1994        | 16 de octubre de 1994    | Olímpico        | Grêmio        | 1-1 | Internacional |
| 27 | 1995        | 31 de octubre de 1995    | Beira-Rio       | Internacional | 0-1 | Grêmio        |
| 28 | 1996        | 22 de septiembre de 1996 | Beira-Rio       | Internacional | 1-2 | Grêmio        |
| 29 | 1997        | 24 de agosto de 1997     | Olímpico        | Grêmio        | 2-5 | Internacional |
| 30 | 1998        | 26 de julio de 1998      | Beira-Rio       | Internacional | 1-0 | Grêmio        |
| 31 | 1999        | 12 de septiembre de 1999 | Olímpico        | Grêmio        | 1-0 | Internacional |
| 32 | 2000        | 7 de octubre de 2000     | Beira-Rio       | Internacional | 1-2 | Grêmio        |
| 33 | 2001        | 6 de octubre de 2001     | Olímpico        | Grêmio        | 1-0 | Internacional |
| 34 | 2002        | 26 de octubre de 2002    | Beira-Rio       | Internacional | 0-1 | Grêmio        |
| 35 | 2003        | 15 de junio de 2003      | Olímpico        | Grêmio        | 0-0 | Internacional |
| 36 | 2003        | 12 de octubre de 2003    | Beira-Rio       | Internacional | 0-1 | Grêmio        |
| 37 | 2004        | 10 de julio de 2004      | Beira-Rio       | Internacional | 2-0 | Grêmio        |
| 38 | 2004        | 23 de octubre de 2004    | Olímpico        | Grêmio        | 1-3 | Internacional |
| 39 | 2006        | 30 de julio de 2006      | Beira-Rio       | Internacional | 0-0 | Grêmio        |
| 40 | 2006        | 5 de noviembre de 2006   | Olímpico        | Grêmio        | 0-1 | Internacional |
| 41 | 2007        | 24 de junio de 2007      | Beira-Rio       | Internacional | 0-2 | Grêmio        |
| 42 | 2007        | 16 de septiembre de 2007 | Olímpico        | Grêmio        | 1-0 | Internacional |
| 43 | 2008        | 29 de junio de 2008      | Olímpico        | Grêmio        | 1-1 | Internacional |
| 44 | 2008        | 28 de septiembre de 2008 | Beira-Rio       | Internacional | 4-1 | Grêmio        |
| 45 | 2009        | 19 de julio de 2009      | Olímpico        | Grêmio        | 2-1 | Internacional |
| 46 | 2009        | 25 de octubre de 2009    | Beira-Rio       | Internacional | 1-0 | Grêmio        |
| 47 | 2010        | 1 de agosto de 2010      | Beira-Rio       | Internacional | 0-0 | Grêmio        |
| 48 | 2010        | 24 de octubre de 2010    | Olímpico        | Grêmio        | 2-2 | Internacional |
| 49 | 2011        | 28 de agosto de 2011     | Olímpico        | Grêmio        | 2-1 | Internacional |
| 50 | 2011        | 4 de diciembre de 2011   | Beira-Rio       | Internacional | 1-0 | Grêmio        |
| 51 | 2012        | 26 de agosto de 2012     | Beira-Rio       | Internacional | 0-1 | Grêmio        |
| 52 | 2012        | 2 de diciembre de 2012   | Olímpico        | Grêmio        | 0-0 | Internacional |
| 53 | 2013        | 4 de agosto de 2013      | Arena do Grêmio | Grêmio        | 1-1 | Internacional |
| 54 | 2013        | 20 de octubre de 2013    | Centenário      | Internacional | 2-2 | Grêmio        |
| 55 | 2014        | 10 de agosto de 2014     | Beira-Rio       | Internacional | 2-0 | Grêmio        |
| 56 | 2014        | 9 de noviembre de 2014   | Arena do Grêmio | Grêmio        | 4-1 | Internacional |
| 57 | 2015        | 9 de agosto de 2015      | Arena do Grêmio | Grêmio        | 5-0 | Internacional |
| 58 | 2015        | 22 de noviembre de 2015  | Beira-Rio       | Internacional | 1-0 | Grêmio        |
| 59 | 2016        | 3 de julio de 2016       | Beira-Rio       | Internacional | 0-1 | Grêmio        |
| 60 | 2016        | 23 de octubre de 2016    | Arena do Grêmio | Grêmio        | 0-0 | Internacional |
| 61 | 2018        | 12 de mayo de 2018       | Arena do Grêmio | Grêmio        | 0-0 | Internacional |
| 62 | 2018        | 9 de septiembre de 2018  | Beira-Rio       | Internacional | 1-0 | Grêmio        |
| 63 | 2019        | 20 de julio de 2019      | Beira-Rio       | Internacional | 1-1 | Grêmio        |
| 64 | 2019        | 3 de noviembre de 2019   | Arena do Grêmio | Grêmio        | 2-0 | Internacional |
| 65 | 2020        | 3 de octubre de 2020     | Arena do Grêmio | Grêmio        | 1-1 | Internacional |
| 66 | 2020        | 24 de enero de 2021      | Beira-Rio       | Internacional | 2-1 | Grêmio        |
| 67 | 2021        | 10 de julio de 2021      | Arena do Grêmio | Grêmio        | 0-0 | Internacional |
| 68 | 2021        | 6 de noviembre de 2021   | Beira-Rio       | Internacional | 1-0 | Grêmio        |
| 69 | 2023        | 21 de mayo de 2023       | Arena do Grêmio | Grêmio        | 3-1 | Internacional |
| 70 | 2023        | 8 de octubre de 2023     | Beira-Rio       | Internacional | 3-2 | Grêmio        |
| 71 | 2024        | 22 de junio de 2024      | Couto Pereira   | Grêmio        | 0-1 | Internacional |
| 72 | 2024        | 19 de octubre de 2024    | Beira-Rio       | Internacional | 1-0 | Grêmio        |
| 73 | 2025        | 19 de abril de 2025      | Arena do Grêmio | Grêmio        | 1-1 | Internacional |

### Otros torneos nacionales
| 1 | 1992 | Copa de Brasil             | Cuartos de final (Ida)    | 6 de noviembre de 1992  | Olímpico  | Grêmio        | 1-1         | Internacional |
| 2 | 1992 | Copa de Brasil             | Cuartos de final (Vuelta) | 17 de noviembre de 1992 | Beira-Rio | Internacional | 1-1 (3-0 p) | Grêmio        |
| 3 | 1999 | Seletiva para Libertadores | Segunda Fase (Ida)        | 20 de noviembre de 1999 | Olímpico  | Grêmio        | 1-1         | Internacional |
| 4 | 1999 | Seletiva para Libertadores | Segunda Fase (Vuelta)     | 25 de noviembre de 1999 | Beira-Rio | Internacional | 1-1         | Grêmio        |

### Competiciones internacionales
| 1 | 2004 | Copa Sudamericana | Segunda Fase   | Ida    | 15 de septiembre de 2004 | Beira-Rio       | Internacional | 2-0 | Grêmio        |
| 2 | 2004 | Copa Sudamericana | Segunda Fase   | Vuelta | 22 de septiembre de 2004 | Olímpico        | Grêmio        | 2-1 | Internacional |
| 3 | 2008 | Copa Sudamericana | Primera Fase   | Ida    | 13 de agosto de 2008     | Beira-Rio       | Internacional | 1-1 | Grêmio        |
| 4 | 2008 | Copa Sudamericana | Primera Fase   | Vuelta | 28 de agosto de 2008     | Olímpico        | Grêmio        | 2-2 | Internacional |
| 5 | 2020 | Copa Libertadores | Fase de grupos | F. 2   | 12 de marzo de 2020      | Arena do Grêmio | Grêmio        | 0-0 | Internacional |
| 6 | 2020 | Copa Libertadores | Fase de grupos | F. 4   | 23 de septiembre de 2020 | Beira-Rio       | Internacional | 0-1 | Grêmio        |

### Torneos y partidos amistosos
| 1 | 18 de julio de 1909      | Amistoso                              | Baixada                | Grêmio        | 10-0        | Internacional |
| 2 | 31 de octubre de 1915    | Amistoso                              | Baixada                | Grêmio        | 1-4         | Internacional |
| 3 | 23 de septiembre de 1923 | Amistoso                              | Baixada                | Grêmio        | 3-2         | Internacional |
| 4 | 1 de noviembre de 1923   | Amistoso                              | Chácara dos Eucaliptos | Internacional | 0-1         | Grêmio        |
| 5 | 19 de noviembre de 1928  | Amistoso                              | Chácara dos Eucaliptos | Internacional | 0-2         | Grêmio        |
| 6 | 26 de mayo de 1929       | Torneio Reinvidicação                 | Chácara dos Eucaliptos | Internacional | 1-2         | Grêmio        |
| 7 | 15 de marzo de 1931      | Amistoso                              | Eucaliptos             | Internacional | 3-0         | Grêmio        |
| 8 | 28 de julio de 1931      | Amistoso                              | Baixada                | Grêmio        | 2-0         | Internacional |
| 9 | 15 de marzo de 1936      | Amistoso                              | Timbaúva               | Grêmio        | 1-1         | Internacional |
| 10 | 21 de noviembre de 1937  | Taça Martel                           | Timbaúva               | Grêmio        | 2-0         | Internacional |
| 11 | 6 de junio de 1938       | Amistoso                              | Timbaúva               | Grêmio        | 4-4         | Internacional |
| 12 | 1 de noviembre de 1938   | Taça Martel                           | Timbaúva               | Grêmio        | 0-6         | Internacional |
| 13 | 2 de abril de 1939       | Amistoso                              | Baixada                | Grêmio        | 1-1         | Internacional |
| 14 | 28 de mayo de 1939       | Torneio Relâmpago                     | Timbaúva               | Grêmio        | 2-3         | Internacional |
| 15 | 20 de julio de 1939      | Taça Diário de Notícias               | Baixada                | Grêmio        | 3-3         | Internacional |
| 16 | 13 de agosto de 1939     | Taça Diário de Notícias               | Eucaliptos             | Internacional | 5-2         | Grêmio        |
| 17 | 17 de octubre de 1939    | Taça Diário de Notícias               | Timbaúva               | Grêmio        | 1-2         | Internacional |
| 18 | 18 de mayo de 1941       | Amistoso                              | Timbaúva               | Grêmio        | 2-2         | Internacional |
| 19 | 25 de mayo de 1941       | Amistoso                              | Timbaúva               | Grêmio        | 2-3         | Internacional |
| 20 | 28 de febrero de 1943    | Torneio Triangular de Porto Alegre    | Baixada                | Grêmio        | 1-5         | Internacional |
| 21 | 11 de marzo de 1943      | Torneio Triangular de Porto Alegre    | Eucaliptos             | Internacional | 5-1         | Grêmio        |
| 22 | 6 de junio de 1943       | Torneio Extra                         | Passo d'Areia          | Grêmio        | 3-3         | Internacional |
| 23 | 13 de febrero de 1944    | Amistoso                              | Eucaliptos             | Internacional | 3-2         | Grêmio        |
| 24 | 28 de mayo de 1944       | Torneio Triangular de Porto Alegre    | Baixada                | Grêmio        | 3-7         | Internacional |
| 25 | 9 de febrero de 1945     | Torneio Triangular de Porto Alegre    | Montanha               | Grêmio        | 0-2         | Internacional |
| 26 | 23 de febrero de 1945    | Torneio Extra                         | Montanha               | Grêmio        | 1-1         | Internacional |
| 27 | 5 de mayo de 1946        | Amistoso                              | Timbaúva               | Grêmio        | 0-1         | Internacional |
| 28 | 23 de junio de 1946      | Taça Coronel Correia Lima             | Timbaúva               | Grêmio        | 4-3         | Internacional |
| 29 | 1 de mayo de 1947        | Torneio Extra                         | Timbaúva               | Grêmio        | 0-4         | Internacional |
| 30 | 10 de agosto de 1947     | Torneio do Dia do Futebol             | Timbaúva               | Grêmio        | 1-2         | Internacional |
| 31 | 26 de octubre de 1947    | Amistoso                              | Timbaúva               | Grêmio        | 0-3         | Internacional |
| 32 | 30 de mayo de 1948       | Torneio Extra                         | Timbaúva               | Grêmio        | 0-0         | Internacional |
| 33 | 29 de junio de 1948      | Amistoso                              | Montanha               | Grêmio        | 1-1         | Internacional |
| 34 | 18 de julio de 1948      | Amistoso                              | Montanha               | Grêmio        | 2-6         | Internacional |
| 35 | 14 de diciembre de 1948  | Torneio da ACEG                       | Montanha               | Internacional | 2-0         | Grêmio        |
| 36 | 1 de mayo de 1949        | Torneio Extra                         | Montanha               | Grêmio        | 2-2         | Internacional |
| 37 | 29 de mayo de 1949       | Amistoso                              | Timbaúva               | Grêmio        | 2-4         | Internacional |
| 38 | 7 de septiembre de 1949  | Torneio do Dia do Futebol             | Montanha               | Grêmio        | 0-2         | Internacional |
| 39 | 14 de marzo de 1950      | Torneio Triangular de Porto Alegre    | Estadio Tiradentes     | Internacional | 2-0         | Grêmio        |
| 40 | 23 de marzo de 1950      | Torneio Triangular de Porto Alegre    | Estadio Tiradentes     | Grêmio        | 3-0         | Internacional |
| 41 | 1 de abril de 1950       | Torneio Extra                         | Montanha               | Grêmio        | 1-1         | Internacional |
| 42 | 25 de junio de 1950      | Amistoso                              | Eucaliptos             | Internacional | 0-1         | Grêmio        |
| 43 | 27 de agosto de 1950     | Torneio Extra                         | Montanha               | Grêmio        | 0-1         | Internacional |
| 44 | 3 de enero de 1951       | Torneio do Dia do Futebol             | Montanha               | Grêmio        | 0-3         | Internacional |
| 45 | 27 de mayo de 1951       | Torneio Extra                         | Baixada                | Grêmio        | 0-0         | Internacional |
| 46 | 20 de junio de 1951      | Torneio Triangular de Porto Alegre    | Eucaliptos             | Internacional | 1-2         | Grêmio        |
| 47 | 8 de febrero de 1952     | Amistoso                              | Eucaliptos             | Internacional | 1-1         | Grêmio        |
| 48 | 13 de julio de 1952      | Troféu Rádio Sociedade Gaúcha         | Montanha               | Grêmio        | 2-1         | Internacional |
| 49 | 17 de agosto de 1952     | Torneio Extra                         | Estadio Tiradentes     | Grêmio        | 1-1         | Internacional |
| 50 | 11 de febrero de 1954    | Amistoso                              | Montanha               | Grêmio        | 2-3         | Internacional |
| 51 | 18 de julio de 1954      | Torneio Extra                         | Eucaliptos             | Internacional | 3-1         | Grêmio        |
| 52 | 25 de julio de 1954      | Torneio Extra                         | Montanha               | Grêmio        | 0-4         | Internacional |
| 53 | 26 de septiembre de 1954 | Torneo Inaugural del Estadio Olímpico | Olímpico               | Grêmio        | 2-6         | Internacional |
| 54 | 26 de abril de 1959      | Amistoso                              | Eucaliptos             | Internacional | 1-2         | Grêmio        |
| 55 | 21 de abril de 1960      | Amistoso                              | Eucaliptos             | Internacional | 0-3         | Grêmio        |
| 56 | 7 de septiembre de 1962  | Taça Jubileu de Prata                 | Estadio Aldo Dapuzzo   | Grêmio        | 2-1         | Internacional |
| 57 | 9 de septiembre de 1962  | Troféu Wallig                         | Olímpico               | Grêmio        | 1-1         | Internacional |
| 58 | 14 de abril de 1963      | Amistoso                              | Eucaliptos             | Internacional | 2-1         | Grêmio        |
| 59 | 1 de mayo de 1963        | Amistoso                              | Olímpico               | Grêmio        | 4-1         | Internacional |
| 60 | 19 de abril de 1964      | Amistoso                              | Eucaliptos (Avenida)   | Internacional | 1-0         | Grêmio        |
| 61 | 23 de abril de 1964      | Amistoso                              | Olímpico               | Grêmio        | 3-0         | Internacional |
| 62 | 20 de agosto de 1964     | Amistoso                              | Olímpico               | Grêmio        | 0-2         | Internacional |
| 63 | 21 de noviembre de 1964  | Torneio Porto Alegre-Pelotas          | Eucaliptos             | Internacional | 1-0         | Grêmio        |
| 64 | 10 de diciembre de 1964  | Torneio Porto Alegre-Pelotas          | Olímpico               | Grêmio        | 1-2         | Internacional |
| 65 | 21 de marzo de 1965      | Torneio da Festa da Uva               | Baixada Rubra          | Grêmio        | 0-0         | Internacional |
| 66 | 20 de abril de 1969      | Amistoso                              | Beira-Rio              | Internacional | 0-0*        | Grêmio        |
| 67 | 9 de mayo de 1970        | Amistoso                              | Olímpico               | Grêmio        | 0-0         | Internacional |
| 68 | 24 de marzo de 1971      | Torneio Internacional de Porto Alegre | Beira-Rio              | Internacional | 0-2         | Grêmio        |
| 69 | 2 de marzo de 1972       | Troféu Banco da Província             | Beira-Rio              | Internacional | 1-1         | Grêmio        |
| 70 | 5 de marzo de 1972       | Troféu Banco da Província             | Olímpico               | Grêmio        | 1-1         | Internacional |
| 71 | 26 de marzo de 1972      | Torneio Bicentenário de Porto Alegre  | Beira-Rio              | Internacional | 0-0 (5-4 p) | Grêmio        |
| 72 | 1 de mayo de 1975        | Amistoso                              | Beira-Rio              | Internacional | 2-0         | Grêmio        |
| 73 | 26 de enero de 1984      | Amistoso                              | Olímpico               | Grêmio        | 4-2         | Internacional |
| 74 | 14 de junio de 1992      | Taça RBS TV                           | Olímpico               | Grêmio        | 2-0         | Internacional |
| 75 | 18 de junio de 1992      | Taça RBS TV                           | Beira-Rio              | Internacional | 0-0         | Grêmio        |
| 76 | 21 de junio de 1992      | Taça RBS TV                           | Colosso da Lagoa       | Grêmio        | 0-0         | Internacional |
| (*) El partido finalizó a los 37 minutos del segundo tiempo tras una pelea que resultó en la expulsión de 20 jugadores. |                          |                                       |                        |               |             |               |

## Palmarés
| Competiciones                                           | Grêmio | Internacional |
| ------------------------------------------------------- | ------ | ------------- |
| Campeonato Brasileño                                    | 2      | 3             |
| Copa de Brasil                                          | 5      | 1             |
| Supercopa de Brasil                                     | 1      | 0             |
| Copa Libertadores                                       | 3      | 2             |
| Copa Sudamericana                                       | 0      | 1             |
| Recopa Sudamericana                                     | 2      | 2             |
| Copa Suruga                                             | 0      | 1             |
| Copa Mundial de Clubes de la FIFA/Copa Intercontinental | 1      | 1             |
| Total                                                   | 14     | 11            |
| Otras competiciones                                     | Grêmio | Internacional |
| Campeonato Gaúcho                                       | 43     | 46            |
| Copa Sul/ Campeonato Sul-Brasileiro                     | 2      | 0             |
| Recopa Gaúcha                                           | 4      | 2             |
| Copa FGF                                                | 1      | 2             |
| Torneio Heleno Nunes                                    | 0      | 1             |
| Copa Sanwa Bank                                         | 1      | 0             |
| Total General                                           | 65     | 62            |

Nota (1): Aunque la Copa Intercontinental y la Copa Mundial de Clubes de la FIFA, son torneos oficialmente distintos, en Brasil se tratan muchas veces como si fueran lo mismo. 
Nota (2): Torneio Heleno Nunes no se considera un título, ya que el criterio de participación en él fue la eliminación de clubes en el Campeonato Brasileño, es decir, "premió el fracaso" de los participantes en otra competencia. 
Nota (3): Copa Sanwa Bank fue un torneo precursor de la Copa Suruga pero no se considera oficial. 

## Mayores asistencias de público

### En el Estadio Beira Rio
- Campeonato Gaúcho: Internacional 1:1 Grêmio, 85.072, 30.05.1972.
- Campeonato Brasileño: Internacional 2:1 Grêmio, 78.083, 12.02.1989.
- Copa de Brasil: Internacional 1:1 Grêmio, 76.207, 17.11.1992.

### En el Estadio Olímpico Monumental
- Campeonato Gaúcho: Grêmio 1:1 Internacional, 72.893, 29.11.1981.
- Campeonato Brasileño: Grêmio 0:0 Internacional, 71.621, 09.02.1989.
- Copa de Brasil: Grêmio 1:1 Internacional, 55.425, 06.11.1992.

### En el Arena do Grêmio
- Campeonato Gaúcho: Grêmio 2:1 Internacional, 49.460, 05.03.2023.
- Campeonato Brasileño: Grêmio 0:0 Internacional, 53.287, 23.10.2016.
- Copa Libertadores: Grêmio 0:0 Internacional, 53.389, 12.03.2020.